# Maroni (rijeka)
Maroni (fra. Maroni, niz. Marowijne, Sranan Tongo: Marwina-Liba) je rijeka na granici Francuske Gvajane i Surinama, koja predstavlja njihovu prirodnu granicu, dužine 680 km.
Nastaje sutokom rijeka Lawa i Tapanahony. Teče kroz guste tropske prašume i ulijeva se u Atlantski ocean. Zbog postojanja brojnih brzaca i slapova, plovna je samo, na potezu od 80 km. 
Veći gradovi: Ouaqui, Grand Santi, Albina, Saint-Laurent-du-Maroni.